# アンティータム (ミサイル巡洋艦)
アンティータム(USS Antietam, CG-54)は、アメリカ海軍のミサイル巡洋艦。タイコンデロガ級ミサイル巡洋艦の8番艦で、イージス艦に分類される。艦名は南北戦争でのアンティータムの戦いに因む。その名を持つ艦としては3隻目。

## 艦歴

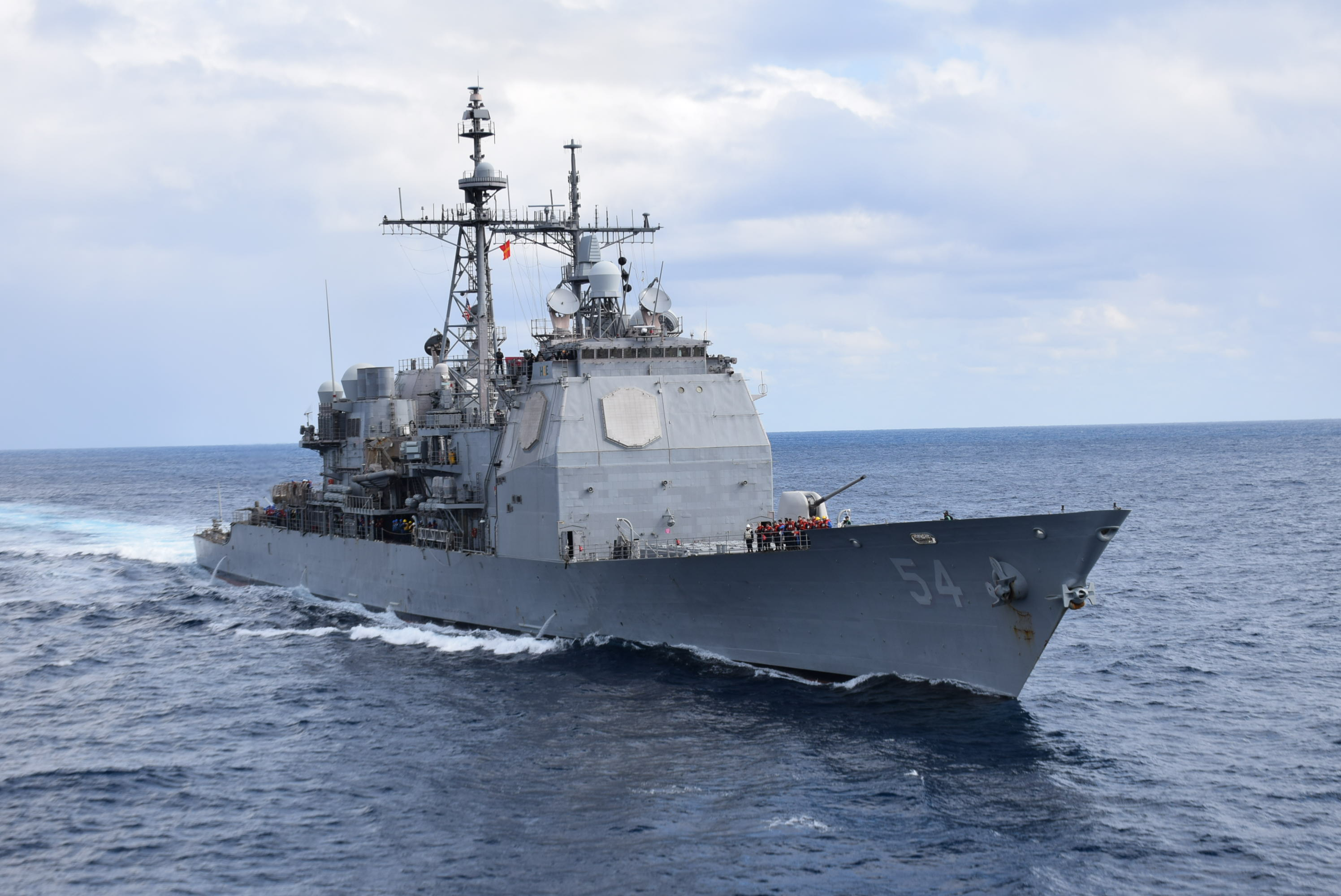
日米共同訓練において海上自衛隊補給艦「おうみ」に近接する「アンティータム」（2023.1.26）

アンティータムはミシシッピ州パスカグーラのインガルス造船所で1984年11月15日に起工し、1986年2月14日に進水。1987年6月6日に就役した。カリフォルニア州サンディエゴを母港として活動した。
2005年2月にサンディエゴを出航、東回りで8月に帰港し、世界一周の就航を終えた。途中オペレーション・イラキ・フリーダムの一部としてペルシャ湾に停泊している。さらに、フロリダ州で乗組員の三分の一を下船させ、タイガー・クルーズの一環としてメキシコのプエルト・バジャルタで乗組員の家族を乗艦させた。
2006年時点、アンティータムはE・J・クイン艦長およびベンジャミン・オールブリットン副長によって指揮される。
2013年2月、カウペンスと交代して、第7艦隊に配備され、日本の横須賀基地を母港にしている。
2017年1月31日、午前10時頃、横須賀基地沖の浅瀬で、強風と潮流によって走錨し座礁する事故が発生。スクリューが損傷し、タグボートで基地まで引航された。なお、この事故では油圧系統で使う油圧作動油約1100ガロンが海に流出している。
2019年7月24〜25日に台湾海峡を通過したことを、第7艦隊が発表した。
2022年8月28日に台湾海峡を通過したことを、第7艦隊が発表した。
2024年1月25日、在日海軍司令部はアンティータムを帰国させ、代わりに近代化改修を終えたマッキャンベルを再配備することを発表した。
同年9月27日、退役。